# Florian Stalder
Florian Stalder (Lenk, 13 september 1982) is een Zwitsers wielrenner. Op 05-01-2011 maakte hij bekend te stoppen met wielrennen omdat hij van geen enkel team een aanbieding voor het komende seizoen zou hebben ontvangen.

## Overwinningen

### 2007
- Puntenklassement Ronde van Zwitserland

## Resultaten in voornaamste wedstrijden
| Jaar | Ronde van Italië | Ronde van Frankrijk | Ronde van Spanje |
| ---- | ---------------- | ------------------- | ---------------- |
| 2006 |                  |                     | 73e              |
| 2007 |                  |                     |                  |
| 2010 | 81e              |                     |                  |

| Jaar | Rund um den Henninger-Turm |
| ---- | -------------------------- |
| 2006 |                            |
| 2007 | 8e                         |
| 2010 |                            |